# Chlum u Blovic
Chlum ist eine Gemeinde mit 201 Einwohnern in Tschechien. Sie liegt sechs Kilometer nordwestlich der Stadt Blovice und gehört dem Okres Plzeň-jih an.

## Geographie
Chlum befindet sich in 496 m ü. M. am Fuße des Hügels Pahorek auf dem Höhenzug zwischen den Tälern der Úslava und des Olešenský potok. Östlich des Dorfes verläuft die Staatsstraße 20 von Pilsen nach Nepomuk.
Nachbarorte sind Chouzovy und Želčany im Norden, Vlčtejn und Chlumánky im Nordosten, Zdemyslice im Osten, Seč im Südosten, Únětice im Süden sowie Střížovice im Westen.

## Geschichte
Chlum wurde im Jahre 1379 erstmals urkundlich erwähnt. Vermutlich ist das Dorf älter und wurde um 1100 im Anschluss an die Feste Wildstein gegründet.
1904 gründete sich die örtliche Freiwillige Feuerwehr. Seit 1929 besaß Chlum eine eigene Schule. 1938 lebten im Dorf 378 Einwohner. 1981 wurde die Schule geschlossen und das Gebäude seitdem als Kindergarten für Chlum und die umliegenden Orte genützt.

## Gemeindegliederung
Für die Gemeinde Chlum sind keine Ortsteile ausgewiesen.

## Sehenswürdigkeiten
- barocker kreisförmiger Dorfplatz mit Kapelle, die unter Denkmalschutz gestellt wurde